# Annai (Guyana)
Annai es una localidad de Guyana en la región Alto Takutu-Alto Essequibo
Annai, considerada como la puerta de entrada a la Rupununi, está a unos 15 kilómetros al norte de Karanambo y 416 kilómetros por carretera de la capital del país, Georgetown.
Este poblado se encuentra a una altitud de 95 metros, en el borde de la sabana de Rupununi, enclavado en las estribaciones de las montañas de Pakaraima, y cerca del río Rupununi. Gran parte de la población de la zona son miembros del pueblo Macushi. Esta localidad se encuentra dentro de la Guayana Esequiba, zona reclamada por Venezuela.